# Justine Kasa-Vubu
Justine M'Poyo Kasa-Vubu (Léopoldville, actual Kinsasa, 14 de abril de 1951) es una política congoleña, Presidenta del Movimiento de los Demócratas Congoleños, es hija de Joseph Kasa-Vubu, el que fue primer presidente de la República Democrática del Congo. Fue candidata en las elecciones presidenciales congoleñas de julio de 2006, en las que sólo obtuvo el 0'44% de los votos en la primera vuelta.
Tras la muerte de su padre y la toma del poder por parte de Mobutu Sese Seko, se exilia junto con el resto de su familia a Argelia primero y luego a Suiza, donde finalizará sus estudios. Acabará viviendo en Bélgica y allí se licenciará en Ciencias Sociales en la Universidad Católica de Lovaina (UCL). Una vez conseguida su licenciatura, trabajará en Ginebra para el Alto Comisionado para los Refugiados de la ONU. Volverá a Bélgica para proseguir su trabajo en el Centro de Investigación sobre la epidemiología de los desastres naturales y en el Centro de estudios africanos de la Universidad Libre de Bruselas. 
En 1991, se afilia a la Unión por la Democracia y el Progreso Social (UDPS) de Étienne Tshisekedi, el principal partido opositor a Joseph Mobutu. El 22 de mayo de 1997, es nombrada ministra de la Función Pública en el primer gobierno de Laurent-Désiré Kabila, sin ser autorizada por su propio partido. No conservará la cartera mucho tiempo, ya que el presidente congoleño le encarga la representación diplomática de la República Democrática del Congo como embajadore en Bélgica. Cesará en sus funciones tras sus desacuerdos con Laurent-Désiré Kabila.

## Particularidades
Kasa-Vubu También es el nombre de una de las comunas de la Provincia de Kinshasa.
- Datos: Q2925999
- Multimedia: Justine Kasa-Vubu / Q2925999